# Anna Maria Cigoli
Anna Maria Cigoli (Milano, 21 maggio 1952) è una pianista italiana.

## Biografia
Ha compiuto gli studi musicali al Conservatorio Giuseppe Verdi di Milano dove si è diplomata in pianoforte all'età di 14 anni e successivamente in composizione e clavicembalo.
Il suo primo concerto pubblico risale al 1959 e il suo debutto con l'orchestra al 1965, quando a soli 9 anni eseguì il quarto concerto di Beethoven diretta dall'allora allievo Riccardo Chailly.
Negli anni settanta iniziò la sua carriera internazionale, che l'ha vista debuttare alla Queen Elizabeth Hall di Londra con il Concerto K467 di Mozart accompagnata dalla Academy of St. Martin in the Fields. Con la stessa Orchestra effettuò una tournée in Italia e in Cina al Festival Mondiale di Hong-Kong sotto la direzione di Sir Neville Marriner.
Sempre negli anni settanta ha suonato in Spagna con i Virtuosi di Mosca diretti da Vladimir Spivakov e con l'Orchestra da camera australiana.
Debuttò in recital al Teatro alla Scala di Milano, dove venne successivamente richiamata per quattro serate con la Filarmonica della Scala sotto la direzione di Gennadij Nikolaevič Roždestvenskij.

## Premi e riconoscimenti
- 1969 Primo Premio Assoluto al Concorso di Treviso.
- Premio Viotti di Vercelli
- Premio Pozzoli di Seregno[2].
- Premio Busoni di Bolzano
- Premio UNESCO a Parigi
- Premio Scriabine a Oslo
- Finalista al Premio Fryderyk Chopin a Varsavia
- "Grand Prix de Virtuositè" al Conservatorio di Ginevra sotto la guida di Nikita Magaloff
- Al Mozarteum di Salisburgo con Géza Anda
- Premio Personalità d'Italia
- Premio I Numeri Uno
- Diapason d'Oro
- The Red Carpets

## Discografia
- Nel maggio del 1995 ha inciso un cd con i Solisti della Scala
- Nel luglio del 1996 ha inciso a Vienna cinque Concerti per pianoforte e orchestra per la IMC (International Music Company) di Tokyo
- Nel luglio del 2000 ha inciso un cofanetto triplo dal Titolo: Il Viaggio, la Meditazione, l'Ascesa[3] in parte pubblicato e rimasterizzato da OnClassical.